# Луис Варгас Пења
Луис Варгас Пења (Асунсион, 1905. — 1994.) био је један од највећих парагвајских фудбалера пре Другог светског рата. Био је први Парагвајац који је постигао гол за парагвајску фудбалску репрезентацију на ФИФА-ином светском првенству, постигавши то у мечу важећем за групну фазу ФИФА-иног светског првенства 1930. против Белгије, одиграном 10. јула. Варгас Пења је такође имао част да буде први капитен Парагваја на Светском купу.
Током већег дела каријере играо је за клуб Олимпиа Асунсион.